# Sjostedtiella rufescens
Sjostedtiella rufescens är en stekelart som först beskrevs av Tosquinet 1896.  Sjostedtiella rufescens ingår i släktet Sjostedtiella och familjen brokparasitsteklar. Inga underarter finns listade i Catalogue of Life.